# Geristräsket
Geristräsket är en sjö i Sorsele kommun i Lappland och ingår i Umeälvens huvudavrinningsområde. Sjön har en area på 0,61 kvadratkilometer och ligger 413 meter över havet. Geristräsket ligger i Vindelälven Natura 2000-område. Sjön avvattnas av vattendraget Harrträskbäcken.

## Delavrinningsområde
Geristräsket ingår i det delavrinningsområde (726559-156842) som SMHI kallar för Utloppet av Geristräsket. Medelhöjden är 440 meter över havet och ytan är 4,19 kvadratkilometer. Räknas de 6 avrinningsområdena uppströms in blir den ackumulerade arean 41,67 kvadratkilometer. Harrträskbäcken som avvattnar avrinningsområdet har biflödesordning 4, vilket innebär att vattnet flödar genom totalt 4 vattendrag innan det når havet efter 318 kilometer. Avrinningsområdet består mestadels av skog (84 procent). Avrinningsområdet har 0,6 kvadratkilometer vattenytor vilket ger det en sjöprocent på 14,4 procent.